# リトル・サルケルド鉄道事故
リトル・サルケルド鉄道事故（リトル・サルケルドてつどうじこ、Little Salkeld rail accident）は、1918年1月19日にリトル・サルケルド村とラソンビー駅の間にあるロング・メグ切通しで発生した（セトル・カーライル線上にあるカーライルの西15マイル付近）。
午前8時50分に出発したロンドン・セント・パンクラス駅発グラスゴー・セント・イノック駅行きの11両編成の特急列車がこの切通しに近づいた時、突然の雪解けにより大きな地すべりが発生し上下線の線路を塞いだ。事故が起こる5分前、保線作業員が現場の傍を通り過ぎた際には何の異常もなかったことを確認している。ミッドランド鉄道1000形No. 1010の機関車は前方2両がテレスコーピング現象を起こしながら、時速50〜60マイル（キロメートル毎時では時速80〜96キロメートル（キロ））の速度で土の塊に衝突した。
乗客6名が即死、1名が致命傷を負った一方で、乗客37名と鉄道員9名は軽傷であった。より深刻な負傷者はカーライルにあるカンバーランド病院またはフューズヒル軍病院のいずれかに搬送された。